# Jordan Staal
Jordan Staal (né le 10 septembre 1988 à Thunder Bay en Ontario, province du Canada) est un joueur professionnel canadien de hockey sur glace. Il est issu d'une famille de joueurs de hockey sur glace et a trois frères ; Eric vainqueur de la Coupe Stanley en 2005-2006, Marc repêché en 2005 par les Rangers de New York et enfin Jared (cadet de Jordan) repêché en 2008 par les Coyotes de Phoenix.
Jordan Staal est le deuxième choix du repêchage d'entrée dans la Ligue nationale de hockey de 2006 par les Penguins de Pittsburgh ; il fait ses débuts avec l'équipe lors de la 2006-2007 et remporte la Coupe Stanley avec Pittsburgh en 2008-2009.

## Biographie

### Son enfance et ses années juniors

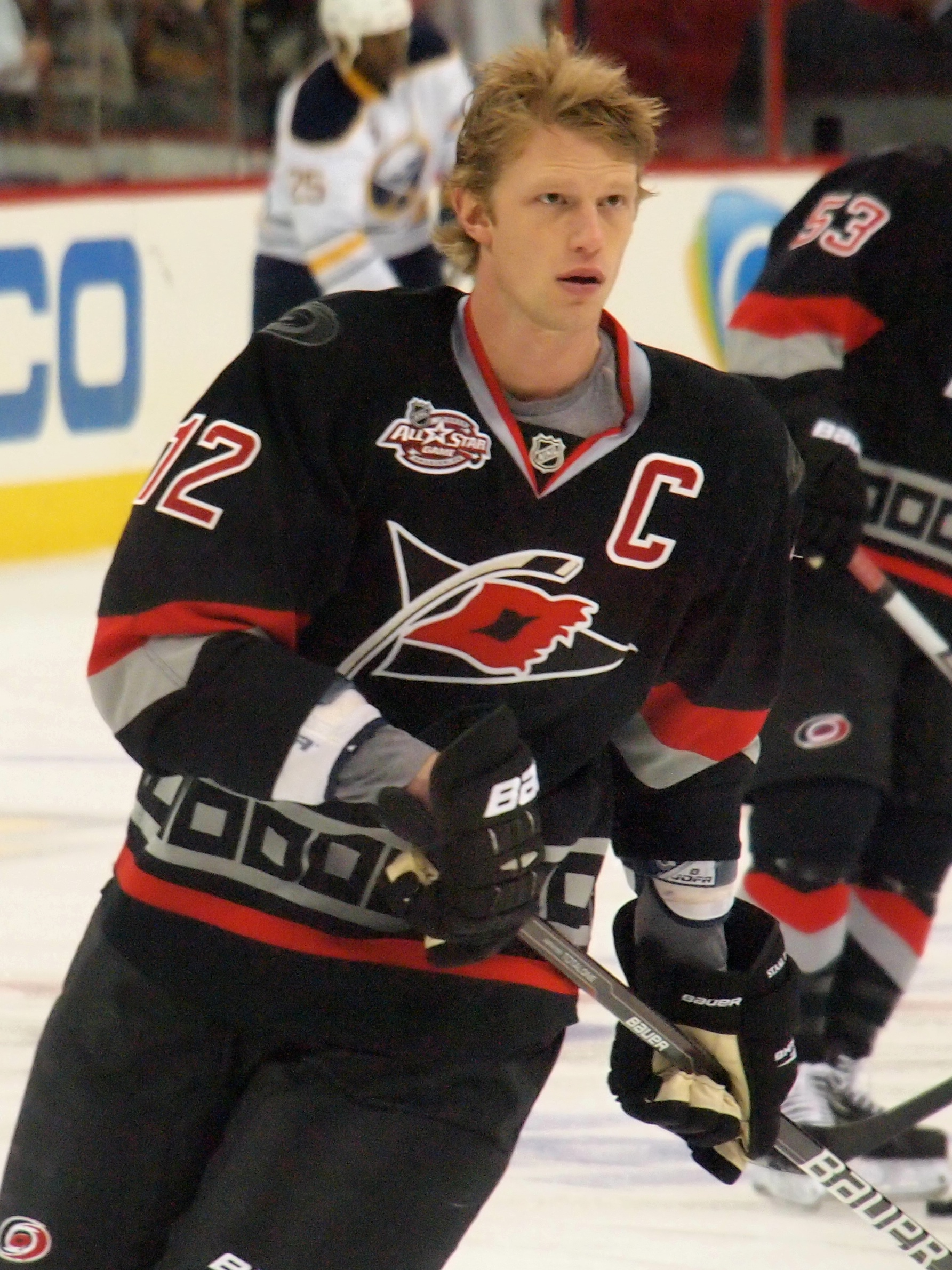
Eric Staal, aîné de la famille Staal.

Jordan Staal est le troisième enfant d'une famille de quatre garçons. Il est né en 1988, alors que ces deux aînés sont Eric né en 1984 et Marc en 1987. Jared est le benjamin de la famille et est né en 1990. La famille vit en Ontario, dans la ville de Thunder Bay où le père, Henry, leur construit une patinoire. Les Staals jouent alors deux contre deux : l'aîné et le benjamin contre les deux autres.
Jordan Staal commence sa carrière en 2004-2005 en jouant pour la même équipe que l'aîné de la famille : les Petes de Peterborough de la Ligue de hockey de l'Ontario. Il est sélectionné par les Petes après le repêchage de 2004 de la LHO à la troisième place au total. Il ne joue que deux saisons avec les Petes alors que l'équipe termine en 2004-2005 à la deuxième place de la saison régulière puis perdent en finale de conférence. Lors de sa seconde saison dans la LHO, Staal aide son équipe à finir à la première place puis à remporter les séries éliminatoires. Il accède ainsi à la finale de la Ligue canadienne de hockey, la Coupe Memorial 2006. À l'issue du premier tour, ils sont à égalité avec les Giants de Vancouver et doivent donc jouer un match couperet pour la qualification. Ils le perdent contre les Giants et sont éliminés de la course à la Coupe Memorial.
Dans le même temps, le frère aîné de la famille Staal, Eric, évolue dans la Ligue nationale de hockey. Meilleur pointeur des Hurricanes de la Caroline, il les aide à se qualifier pour les séries éliminatoires en finissant à la première place de leur division et à la deuxième de la conférence de l'Est puis à remporter la Coupe Stanley quatre matchs à trois. Cam Ward, gardien de buts de l'équipe, est récompensé en étant élu meilleur joueur des séries alors que Staal est le meilleur marqueur avec 28 points.
Quelques mois plus tard, Jordan participe au repêchage d'entrée dans la LNH et il est le premier choix des Penguins de Pittsburgh, le deuxième au total derrière Erik Johnson choisi par les Blues de Saint-Louis. Il arrive alors au sein d'une équipe qui possède déjà deux joueurs de centre talentueux et repêchés lors des premières rondes des deux repêchages précédents : Ievgueni Malkine et Sidney Crosby.

### Carrière professionnelle

#### Première saison dans la LNH

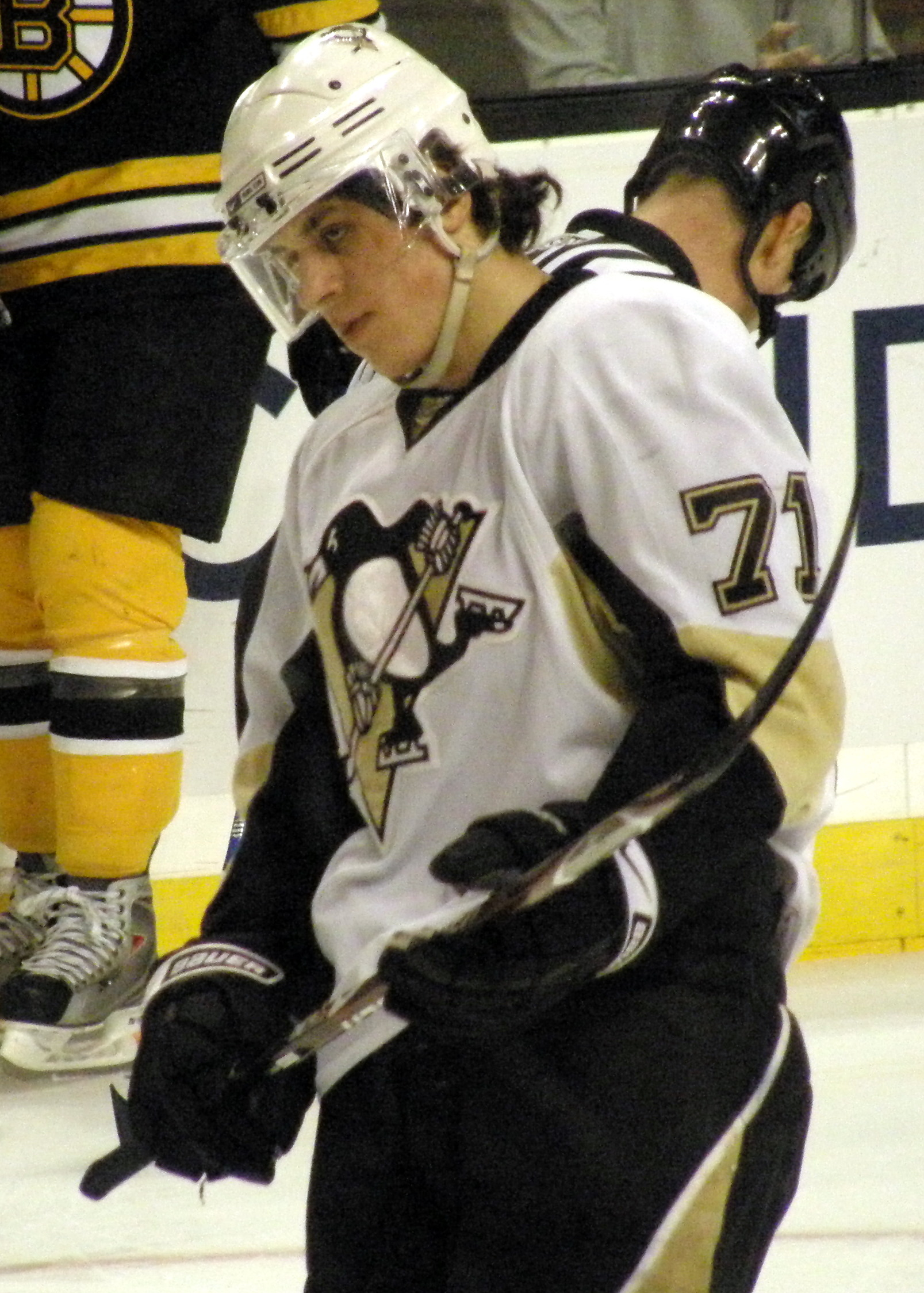
Ievgueni Malkine commence sa saison dans la LNH en même temps que Staal, en 2006.

En octobre 2006, Malkine et Staal commencent la saison 2006-2007 avec les Penguins. Le 12 octobre, Staal marque son premier but lors de son troisième match contre les Rangers de New York. Ce but est marqué lors d'une infériorité numérique et lors d'une victoire 6-5 de Pittsburgh. Au cours de ce match, Staal, Sidney Crosby et Kristopher Letang inscrivent chacun un but alors qu'ils sont tous les trois adolescents – 19 ans pour les deux premiers et 18 pour Staal. C'est la neuvième fois que cela arrive dans l'histoire de la LNH.
Le 21 octobre 2006, Staal devient le plus jeune de l'histoire de la LNH à marquer deux buts en infériorité numérique en un match dans une victoire de 5-3 contre les Blue Jackets de Columbus. Le même match, il marque un but sur un tir de pénalité et il est également le plus jeune joueur à 18 ans et 41 jours. 

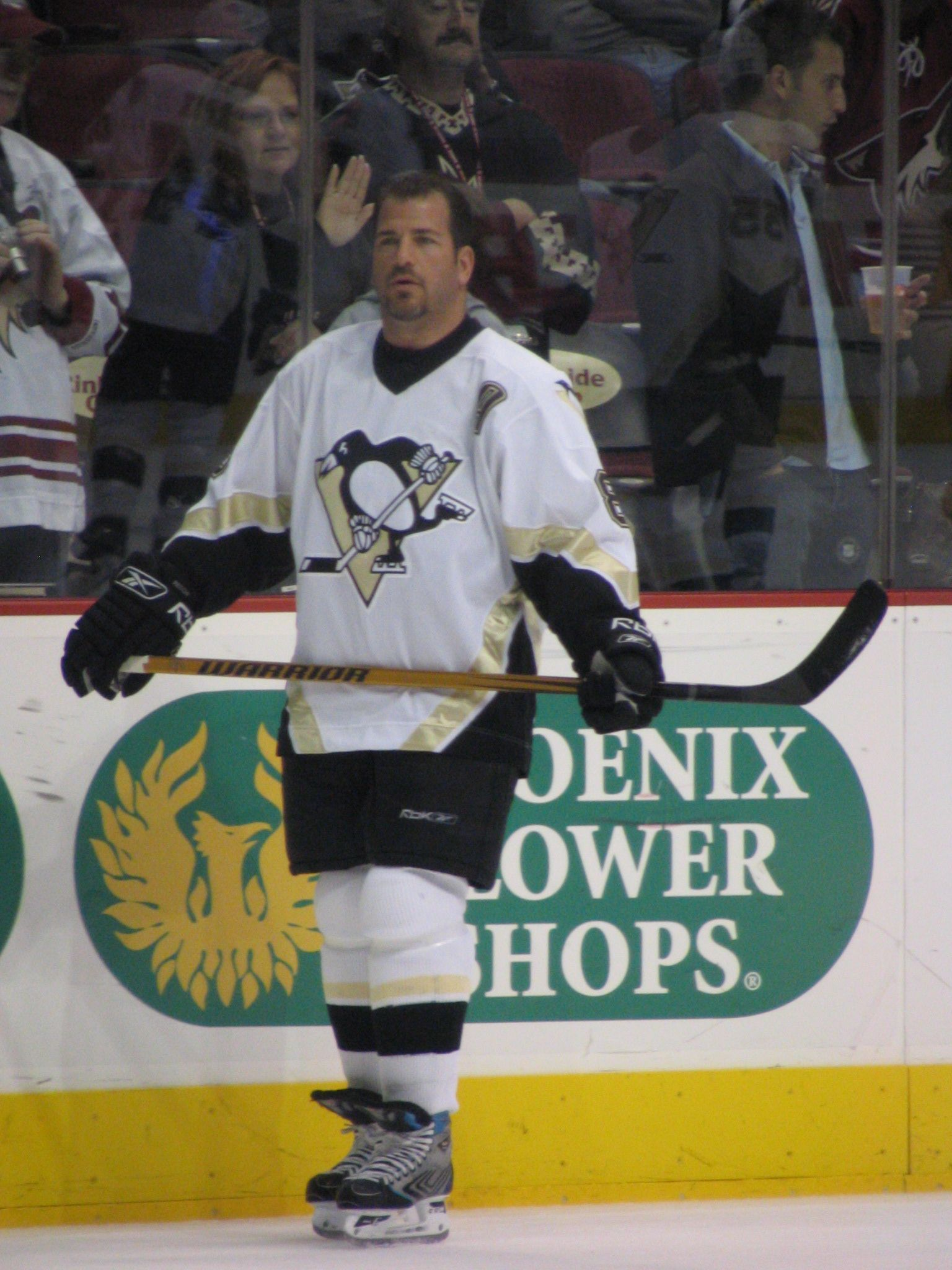
À son arrivée à Pittsburgh, Jordan Staal loge chez Mark Recchi, ici en photographie.

Le 30 octobre, la direction des Penguins annonce que Staal jouera toute la saison avec l'équipe. Il est donc aligné aux côtés de Mark Recchi et marque ses trois premiers buts dans la LNH en infériorité numérique. Encore jeune joueur de hockey, il s'installe alors dans la maison de Mark Recchi
Le 10 février, au cours d'une victoire 6 à 5 contre les Maple Leafs de Toronto, il inscrit le premier coup du chapeau de sa carrière dont le dernier but en prolongation offrant une onzième victoire en treize matchs depuis le Match des étoiles. Staal devient également le plus jeune joueur de l'histoire de la LNH a réalisé un coup du chapeau à 18 ans et 153 jours.
Le 6 mars, les Pens perdent 3-1 contre les Sénateurs d'Ottawa mais Jordan Staal sonne la révolte en inscrivant son septième but de la saison en infériorité numérique ; il bat alors le record de buts inscrits en infériorité numérique lors de sa première saison par une recrue,. Il inscrit 29 buts et 13 passes pour 42 points lors de sa saison recurue. Deuxièmes de la division Atlantique, ils parviennent pour la première fois aux séries éliminatoires depuis 2001 mais ils perdent au premier tour contre les Sénateurs d'Ottawa.
Staal a été nommé pour remporter le trophée Calder, trophée de la LNH remis à la meilleure recrue de la saison. Il est en concurrence aves son coéquipier Malkine et Paul Stastny de l'Avalanche du Colorado, le fils de l'ancienne vedette des années 1980 des Nordiques de Québec, Peter Šťastný.  Staal avait fini deuxième meilleur buteur en tant que recrue, le premier étant Malkine. Finalement, le 14 juin, Crosby est mis en avant en remportant trois trophées et Malkine remporte le trophée Calder. Staal, Malkine et Stastny sont élus membres de l'équipe d'étoiles des recures.
Après l'élimination des Penguins, Staal est appelé pour représenter le Canada lors du championnat du monde de 2007 en Russie en compagnie de son coéquipier, Colby Armstrong et d'Eric son frère. Crosby, également son coéquipier, a été sélectionné, mais il est obligé d'annuler en raison d'un os cassé au pied, blessure qu'il avoue traîner depuis un mois. Après avoir remporté les trois matchs de la phase préliminaire, le Canada gagne ensuite contre les Biélorusses 6 buts à 3, les Tchèques 4-3 et ensuite 6-3 contre les États-Unis. Lors des quarts de finale, les Canadiens battent facilement les Suisses 5 buts à 1. Ensuite le Canada gagne contre la Suède 4 à 1 et Staal récolte son premier point pour une passe sur le but de Jonathan Toews. Les joueurs canadiens vont joué la finale contre les Finlandais et les Canadiens décrochent la médaille d'or en gagnant 4 à 2 et Staal reçoit sa deuxième passe du championnat. Durant le championnat, le Canada ne perd aucun match du tournoi.

#### Première finale de la Coupe Stanley

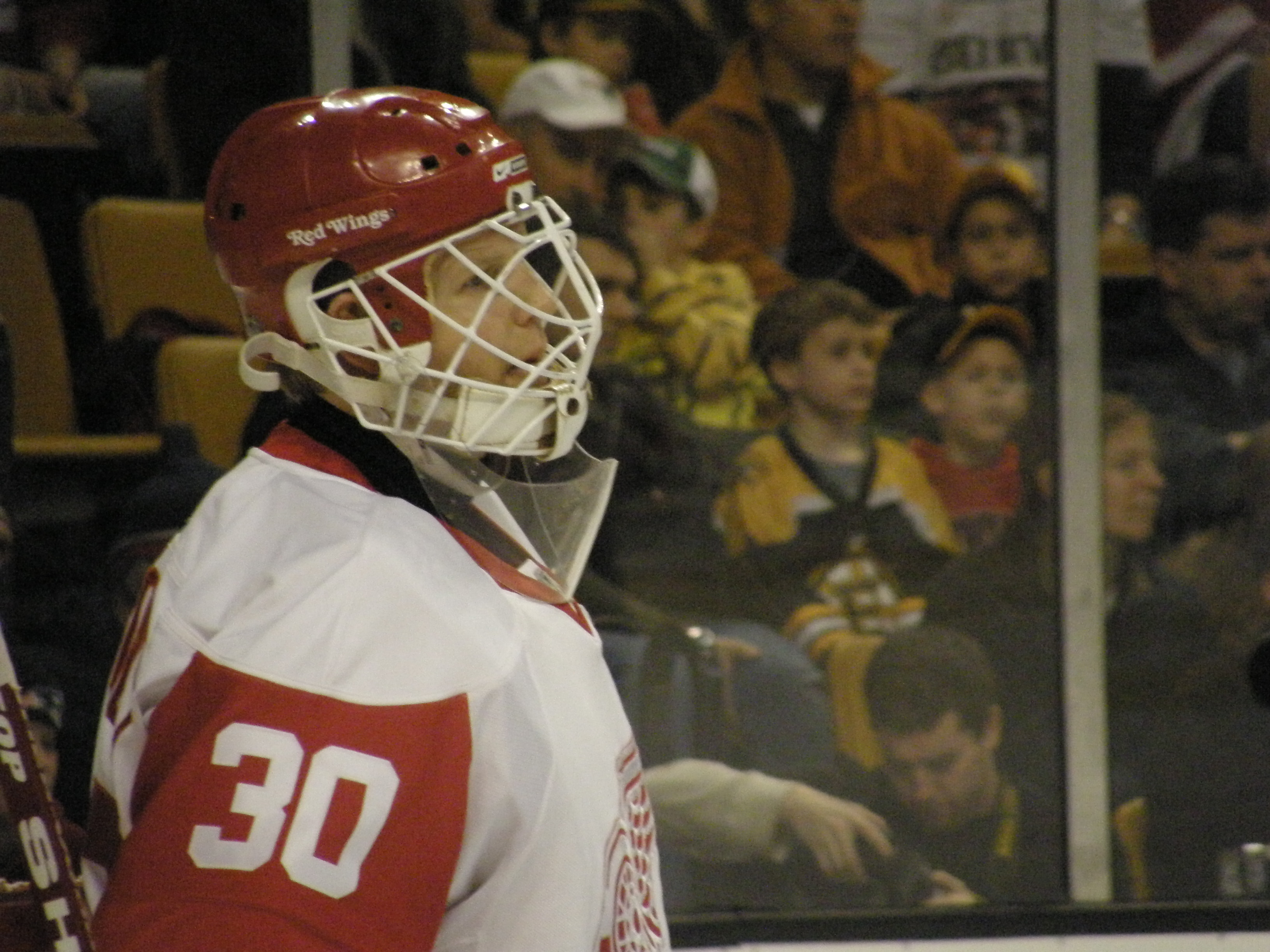
En 2007-2008, les Penguins perdent en finale de la Coupe Stanley contre Chris Osgood et les Red Wings de Détroit.

Avec l'équipe de 2007-2008, il connaît une bonne seconde saison dans la LNH montant en puissance au cours de la saison. Pendant la saison, Crosby, le nouveau capitaine des Penguins, se blesse en manque une trentaine de matchs. Crosby manque un total de vingt-huit matchs mais en son absence, les Penguins tirent très bien leur épingle du jeu avec seize victoires, huit défaites et quatre défaites en fusillade. Guidées par Malkine, le directeur général de l'équipe, Ray Shero, fait venir dans l'effectif de l'équipe Marián Hossa et Pascal Dupuis, joueurs des Thrashers d'Atlanta, afin de renforcer celle-ci sur les ailes et les résultats suivent puisque l'équipe se qualifie une nouvelle fois pour les séries.
Les Penguins se qualifie une nouvelle fois pour les séries et décrochent la première place de la division Atlantique. Staal joue l'intégralité de la saison et récolte douze buts et seize passes pour 28 points.
Les Penguins parviennent en finale de la Coupe Stanley en battant tour à tour les Sénateurs, 4 matchs 0, les Rangers de New York, 4-1 et enfin les Flyers de Philadelphie, également en cinq matchs. Lors de cette série contre Philadelphie, Staal manque un match en raison du décès de son grand-père. À cette occasion, Mark Recchi marque une nouvelle fois son attachement au jeune joueur. En effet depuis son repêchage et son arrivée à Pittsburgh, Staal loge chez Recchi, ce malgré le départ de Recchi pour les Thrashers d'Atlanta en cours de saison. En cette triste heure pour le jeune joueur, Recchi s'occupe de louer un avion pour que Staal puisse assister à la cérémonie d'enterrement de son grand-père puis de revenir au plus tôt avec ses coéquipiers. Ils rencontrent en finale de la Coupe les Red Wings de Détroit, champions de la saison régulière. Les deux premiers matchs sont joués à Détroit et Chris Osgood blanchit à deux reprises les Penguins 4-0 et 3-0. Pittsburgh reprend espoir en gagnant la troisième rencontre 3-2 avec deux buts de Crosby mais ils concèdent la défaite lors de la quatrième date. Lors du cinquième match, trois prolongations sont nécessaires et un but de Petr Sýkora pour voir les Penguins l'emporter. Finalement, les Red Wings l'emportent lors du sixième match sur la glace de Pittsburgh et remportent leur onzième Coupe Stanley.

#### La Coupe Stanley

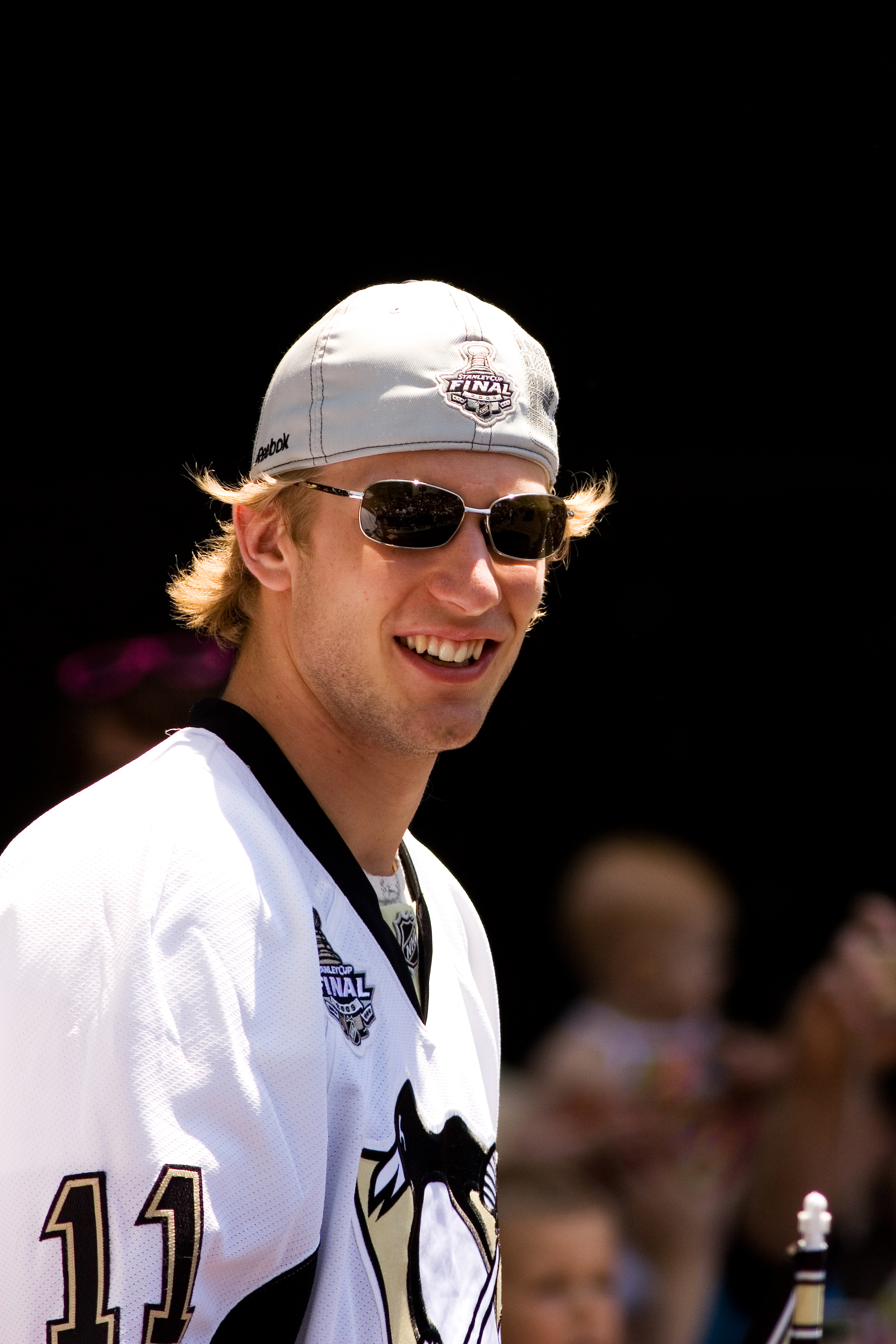
Staal lors de la parade de la victoire de la Coupe Stanley en 2009 à Pittsburgh

Lors de la saison 2008-2009, le 11 novembre 2008, les Penguins rencontrent les Red Wings en saison régulière pour la première fois depuis la finale de la Coupe Stanley en 2008 et les Penguins l'emportent 7 à 6. Lors de cette rencontre, Staal réalise le deuxième coup du chapeau de sa carrière. Pour la saison des Penguins, l'entraîneur de l'équipe Michel Therrien décide de changer à chaque mois les assistants capitaines de Crosby. Staal et Matt Cooke sont les deux adjoints de Crosby pour le mois de décembre. Le 8 janvier 2009, Staal signe une prolongation de contrat pour quatre saisons avec les Penguins pour un total de 16 millions de dollars. Staal va recevoir 3,5 millions de dollars pour ses deux premières saisons et 4,5 millions pour les deux autres saisons.
Les Penguins connaissent une fin d'année 2008 et un début 2009 catastrophiques, ne parvenant pas à enchaîner les victoires et finalement le 16 février, Ray Shero renvoie Therrien et Dan Bylsma, entraîneur de Penguins de Wilkes-Barre/Scranton, équipe affilié à Pittsburgh, est mis en place. Le 11 avril, la saison régulière est terminée et les Penguins sont à la deuxième place de la division derrière les Devils du New Jersey avec sept points de retard, quatrième au total de la conférence. Staal joue encore l'intégralité de la saison et récolte 22 buts et 27 passes pour 49 points. Malkine est le meilleur pointeur de la ligue avec 113 réalisations et reçoit alors le trophée Art-Ross.
En séries, les Penguins éliminent au premier tour les Flyers de Philadelphie en six matchs alors que lors du dernier match ils sont menés au score 3-0 avant de revenir au jeu, le réveil étant sonné par un combat entre Talbot des Penguins et Dan Carcillo des Flyers. Au tour suivant, Staal et ses coéquipiers affrontent les Capitals de Washington emmenés par Aleksandr Ovetchkine. La série se prolonge jusqu'au septième match grâce à notamment une prestation de Semion Varlamov dans les buts des Capitals ainsi qu'aux talents offensifs de Crosby et Ovetchkine ; le septième match décisif a lieu dans la salle de Washington et après 31 minutes de jeu, les Penguins mènent déjà 5-0. Ils remportent le match et la qualification sur le score de 6 buts à 2.
La finale de conférence est jouée contre l'équipe de son frère Eric, les Hurricanes de la Caroline ; ces derniers perdent totalement pied en étant éliminés en quatre matchs. Contrairement à la saison précédente et à la superstition de la LNH, Crosby en accord avec le vétéran Bill Guerin décide de toucher le trophée Prince de Galles remis au champion de la conférence. Les Penguins retrouvent les champions en titre en finale de la Coupe Stanley, les Red Wings de Détroit. Après les deux premières rencontres et deux défaites de Pittsburgh 1-3, la finale semble prendre le même chemin que la saison passée mais les Penguins gagnent les deux matchs chez eux 4-2. Osgood blanchit les Penguins lors de la cinquième date, 5-0, mais Pittsburgh remporte 2-1 le sixième match. La finale se joue donc au terme d'un septième match joué à Détroit le 12 juin et Staal soulève la Coupe Stanley à la suite d'une victoire 2-1 grâce à un doublé de Talbot.

#### Après la Coupe
Comme tous les joueurs champions de la Coupe Stanley, Staal a droit à une journée entière pour profiter du trophée ; le 20 juillet 2009, il accueille la coupe à Thunder Bay, sa ville natale. Le 10 septembre 2009, Staal et les joueurs des Penguins rencontrent le Président des États-Unis Barack Obama à la Maison-Blanche avant de commencer la saison 2009-2010.
Pour cette saison, il est un des deux joueurs à jouer tous les matchs du calendrier régulier, l'autre étant Craig Adams. Le 15 décembre, Staal marque le dixième but de sa carrière en infériorité numérique lors d'une victoire de 6-1 contre les Flyers de Philadelphie.  Les Penguins terminent à la deuxième place de la division et sont qualifiés pour les séries de la Coupe. Ils rencontrent les Sénateurs d'Ottawa lors de la première ronde et en viennent à bout en six matchs mais au cours du deuxième tour, ils sont éliminés en sept matchs par les Canadiens de Montréal.
Il est nommé pour recevoir le trophée Frank-J.-Selke pour la saison 2009-2010, trophée décerné à l'attaquant qui excelle dans les aspects défensifs du jeu. Il est opposé à Pavel Datsiouk des Red Wings de Détroit et Ryan Kesler des Canucks de Vancouver. Le trophée revient finalement à Datsiouk qui remporte pour la troisième année de suite ce trophée.
La saison 2010-2011 des Penguins est gâchée par les blessures des joueurs de l'équipe. Ainsi il rate tout le début de la saison ; quand il revient au jeu en janvier, c'est au tour de Crosby puis de Malkine d'être blessés. Ils manquent tous les deux la fin de saison mais malgré tout, Crosby finit meilleur pointeur de l'équipe avec soixante-six points. Le 2 avril, Staal réalise sa centième passe en carrière lors d'une victoire de 4-2 contre les Panthers de la Floride. Deuxième de la division Atlantique, l'équipe de Pittsburgh perd au premier tour en sept rencontres contre le Lightning de Tampa Bay.
Alors qu'il lui reste encore un an de contrat avec les Penguins, Staal refuse une offre de prolongation de dix ans avec la franchise de Pittsburgh. Il est échangé quelques jours plus tard, le 22 juin 2012, jour de son mariage, en retour de Brandon Sutter, de Brian Dumoulin et du choix du premier tour du repêchage de 2012 des Hurricanes de la Caroline. Il rejoint ainsi son frère aîné.

## Statistiques

### Statistiques en club
| Saison     | Équipe                    | Ligue      |       | Saison régulière | Saison régulière | Saison régulière | Saison régulière | Saison régulière |    | Séries éliminatoires | Séries éliminatoires | Séries éliminatoires | Séries éliminatoires | Séries éliminatoires |
| Saison     | Équipe                    | Ligue      | PJ    | B                | A                | Pts              | Pun              | PJ               | B  | A                    | Pts                  | Pun                  |                      |                      |
| 2004-2005  | Petes de Peterborough     | LHO        | 66    | 9                | 19               | 28               | 29               | 14               | 5  | 5                    | 10                   | 16                   |                      |                      |
| 2005-2006  | Petes de Peterborough     | LHO        | 68    | 28               | 40               | 68               | 69               | 19               | 10 | 6                    | 16                   | 16                   |                      |                      |
| 2006-2007  | Penguins de Pittsburgh    | LNH        | 81    | 29               | 13               | 42               | 24               | 5                | 3  | 0                    | 3                    | 2                    |                      |                      |
| 2007-2008  | Penguins de Pittsburgh    | LNH        | 82    | 12               | 16               | 28               | 55               | 20               | 6  | 1                    | 7                    | 14                   |                      |                      |
| 2008-2009  | Penguins de Pittsburgh    | LNH        | 82    | 22               | 27               | 49               | 37               | 24               | 4  | 5                    | 9                    | 8                    |                      |                      |
| 2009-2010  | Penguins de Pittsburgh    | LNH        | 82    | 21               | 28               | 49               | 57               | 10               | 2  | 2                    | 4                    | 6                    |                      |                      |
| 2010-2011  | Penguins de Pittsburgh    | LNH        | 42    | 11               | 19               | 30               | 24               | 7                | 1  | 2                    | 3                    | 2                    |                      |                      |
| 2011-2012  | Penguins de Pittsburgh    | LNH        | 62    | 25               | 25               | 50               | 34               | 6                | 6  | 3                    | 9                    | 2                    |                      |                      |
| 2012-2013  | Hurricanes de la Caroline | LNH        | 48    | 10               | 21               | 31               | 32               | -                | -  | -                    | -                    | -                    |                      |                      |
| 2013-2014  | Hurricanes de la Caroline | LNH        | 82    | 15               | 25               | 40               | 34               | -                | -  | -                    | -                    | -                    |                      |                      |
| 2014-2015  | Hurricanes de la Caroline | LNH        | 46    | 6                | 18               | 24               | 14               | -                | -  | -                    | -                    | -                    |                      |                      |
| 2015-2016  | Hurricanes de la Caroline | LNH        | 82    | 20               | 28               | 48               | 34               | -                | -  | -                    | -                    | -                    |                      |                      |
| 2016-2017  | Hurricanes de la Caroline | LNH        | 75    | 16               | 29               | 45               | 38               | -                | -  | -                    | -                    | -                    |                      |                      |
| 2017-2018  | Hurricanes de la Caroline | LNH        | 79    | 19               | 27               | 46               | 26               | -                | -  | -                    | -                    | -                    |                      |                      |
| 2018-2019  | Hurricanes de la Caroline | LNH        | 50    | 11               | 17               | 28               | 26               | 15               | 4  | 6                    | 10                   | 8                    |                      |                      |
| 2019-2020  | Hurricanes de la Caroline | LNH        | 68    | 8                | 19               | 27               | 40               | 8                | 0  | 0                    | 0                    | 4                    |                      |                      |
| 2020-2021  | Hurricanes de la Caroline | LNH        | 53    | 16               | 22               | 38               | 30               | 11               | 5  | 3                    | 8                    | 6                    |                      |                      |
| 2021-2022  | Hurricanes de la Caroline | LNH        | 78    | 17               | 19               | 36               | 18               | 14               | 1  | 5                    | 6                    | 2                    |                      |                      |
| 2022-2023  | Hurricanes de la Caroline | LNH        | 81    | 17               | 17               | 34               | 32               | 15               | 2  | 6                    | 8                    | 6                    |                      |                      |
| 2023-2024  | Hurricanes de la Caroline | LNH        | 80    | 10               | 20               | 30               | 44               | 11               | 1  | 1                    | 2                    | 4                    |                      |                      |
| Totaux LNH | Totaux LNH                | Totaux LNH | 1 253 | 285              | 390              | 675              | 599              | 147              | 36 | 34                   | 70                   | 64                   |                      |                      |

### Statistiques en équipe nationale
| Année | Compétition          |   | PJ | B | A | Pts | Pun | +/-             |  | Résultat |
| 2007  | Championnat du monde | 9 | 0  | 2 | 2 | 0   | -2  | Médaille d'or   |  |          |
| 2013  | Championnat du monde | 8 | 1  | 2 | 3 | 4   | +5  | Cinquième place |  |          |

## Honneurs et distinctions

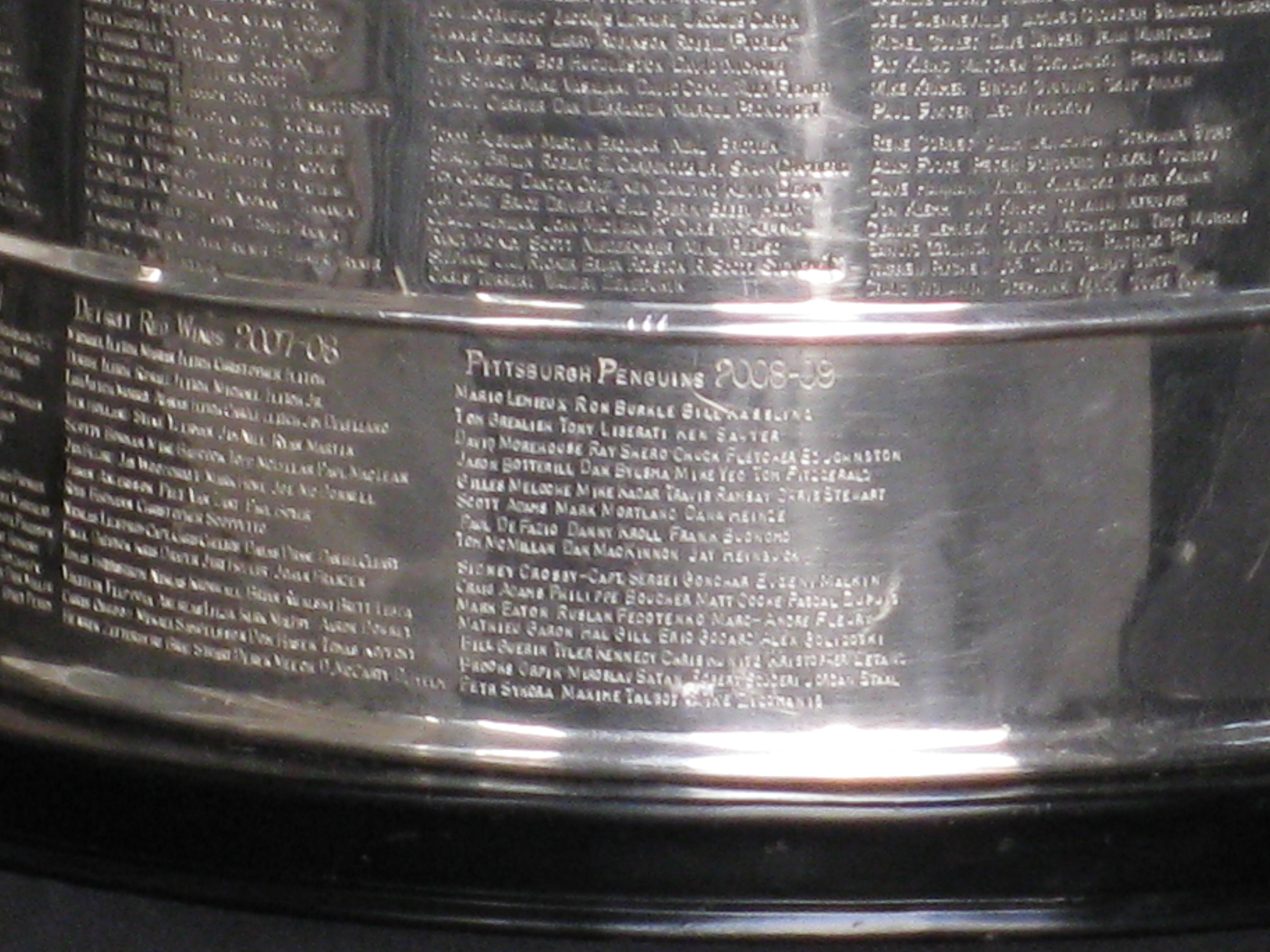
La Coupe Stanley et l'effectif des Penguins gravé.

### Ligues juniors
- 2006
  - Sélectionné dans l'équipe d'étoiles de la LHO
  - Sélectionné pour jouer le match des espoirs des ligues canadiennes de hockey
  - Trophée du meilleur prospect de la Ligue canadienne de hockey
  - Champion de la Coupe J.-Ross-Robertson avec les Petes de Peterborough

### Ligue nationale de hockey
- 2006-2007 : participe au 55e Match des étoiles en tant qu'espoir
- 2008-2009 : champion de la Coupe Stanley avec les Penguins de Pittsburgh

### Penguins de Pittsburgh
- 2006-07 : recrue de l'année avec Ievgueni Malkine
- 2009-10 : meilleur joueur selon les autres joueurs